# Suzano Papel e Celulose
Suzano S.A. é uma empresa multinacional brasileira do setor de papel e celulose, sendo a maior produtora mundial de celulose de mercado e uma das maiores produtoras de papel da América Latina. Com uma história centenária que se entrelaça com a industrialização do Brasil, a companhia é reconhecida globalmente por seu pioneirismo na produção de celulose a partir da fibra curta do eucalipto, uma inovação que revolucionou a indústria e estabeleceu o Brasil como uma potência no setor.
Resultado da fusão com a Fibria em 2019, a nova Suzano é uma companhia de base florestal, com mais de 2,6 milhões de hectares de terras, dos quais 1,2 milhão são de florestas plantadas e 1,1 milhão são dedicados à conservação ambiental. Suas ações são negociadas no Novo Mercado da B3, o mais alto nível de governança corporativa da bolsa brasileira, sob o código SUZB3, e também na Bolsa de Valores de Nova Iorque (NYSE) como ADRs.

## História

### 1924–1950: A Gênese Empreendedora
A história da Suzano começa com a chegada do imigrante judeu-ucraniano Leon Feffer ao Brasil em 1921. Com um aguçado senso de oportunidade, ele identificou o potencial do mercado de papel, que na época era majoritariamente importado. Em 22 de janeiro de 1924, fundou a Leon Feffer & Cia. em São Paulo, inicialmente como uma distribuidora de papéis e outros artigos de escritório.
O salto de comerciante para industrial ocorreu em 1939, quando Feffer vendeu seus ativos para construir sua primeira fábrica de papel no bairro do Ipiranga. O marco decisivo para a expansão, no entanto, veio em 1956 com a aquisição da Indústria de Papel Euclides Damiani, localizada na cidade de Suzano, que daria o nome à empresa e se tornaria o coração de suas operações por décadas.

### 1951–1980: A Revolução do Eucalipto e a Liderança de Max Feffer
Nesse período, a indústria global de celulose dependia de fibras longas de coníferas (como o pinus), escassas no Brasil. Leon Feffer, inconformado com a dependência da matéria-prima importada, iniciou pesquisas pioneiras para utilizar o eucalipto, árvore de fibra curta e rápido crescimento. Sob a liderança técnica de seu filho, o engenheiro químico Max Feffer, a Suzano superou o ceticismo mundial e, no final da década de 1950, conseguiu desenvolver um processo industrial para produzir celulose de eucalipto de alta qualidade.
Esta inovação foi o pilar do sucesso da empresa e uma virada de chave para a indústria brasileira, que passou de importadora a grande exportadora de celulose, com vantagens competitivas imbatíveis.

### 1981–2017: Consolidação e Expansão Estratégica
Sob o comando da segunda e terceira gerações da família Feffer, a Suzano embarcou em um ciclo de crescimento e diversificação. Movimentos estratégicos consolidaram sua posição no mercado:
- Bahia Sul (1987-2001): Em uma joint venture com a Companhia Vale do Rio Doce (atual Vale S.A.), formou a Bahia Sul Celulose no sul da Bahia. Em 2001, a Suzano adquiriu a participação da Vale por US$ 320 milhões, assumindo o controle total da unidade, hoje uma de suas maiores operações em Mucuri.[7]
- Aquisição da Ripasa (2004): Em um movimento complexo, a Suzano e a Votorantim Celulose e Papel (VCP) adquiriram o controle da concorrente Ripasa. Anos depois, a Suzano assumiu integralmente a parte que lhe coube no negócio, a unidade de Limeira (SP).[8]
- Internacionalização e Governança: A empresa expandiu sua presença comercial com escritórios na América do Norte, Europa e Ásia. Em 2003, aderiu ao Nível 1 de Governança Corporativa da B3 e, em 2017, migrou para o Novo Mercado, o mais alto padrão.

### 2018–Presente: A Fusão com a Fibria e a Liderança Global
O movimento mais transformador da história da Suzano ocorreu em março de 2018, quando anunciou um acordo para a fusão com sua maior concorrente, a Fibria (resultante da união entre VCP e Aracruz Celulose). A operação, avaliada em R$ 47,9 bilhões na época, foi uma das maiores da história corporativa brasileira.
Concluída em janeiro de 2019, após aprovação de órgãos reguladores no Brasil e no exterior, a fusão deu origem à Suzano S.A., líder absoluta na produção de celulose de eucalipto, com capacidade de produção superior a 11 milhões de toneladas anuais. A integração, liderada pelo CEO Walter Schalka, foi focada na captura de sinergias operacionais, logísticas e administrativas, consolidando a empresa como a principal força do mercado global.

## Operações e Estrutura

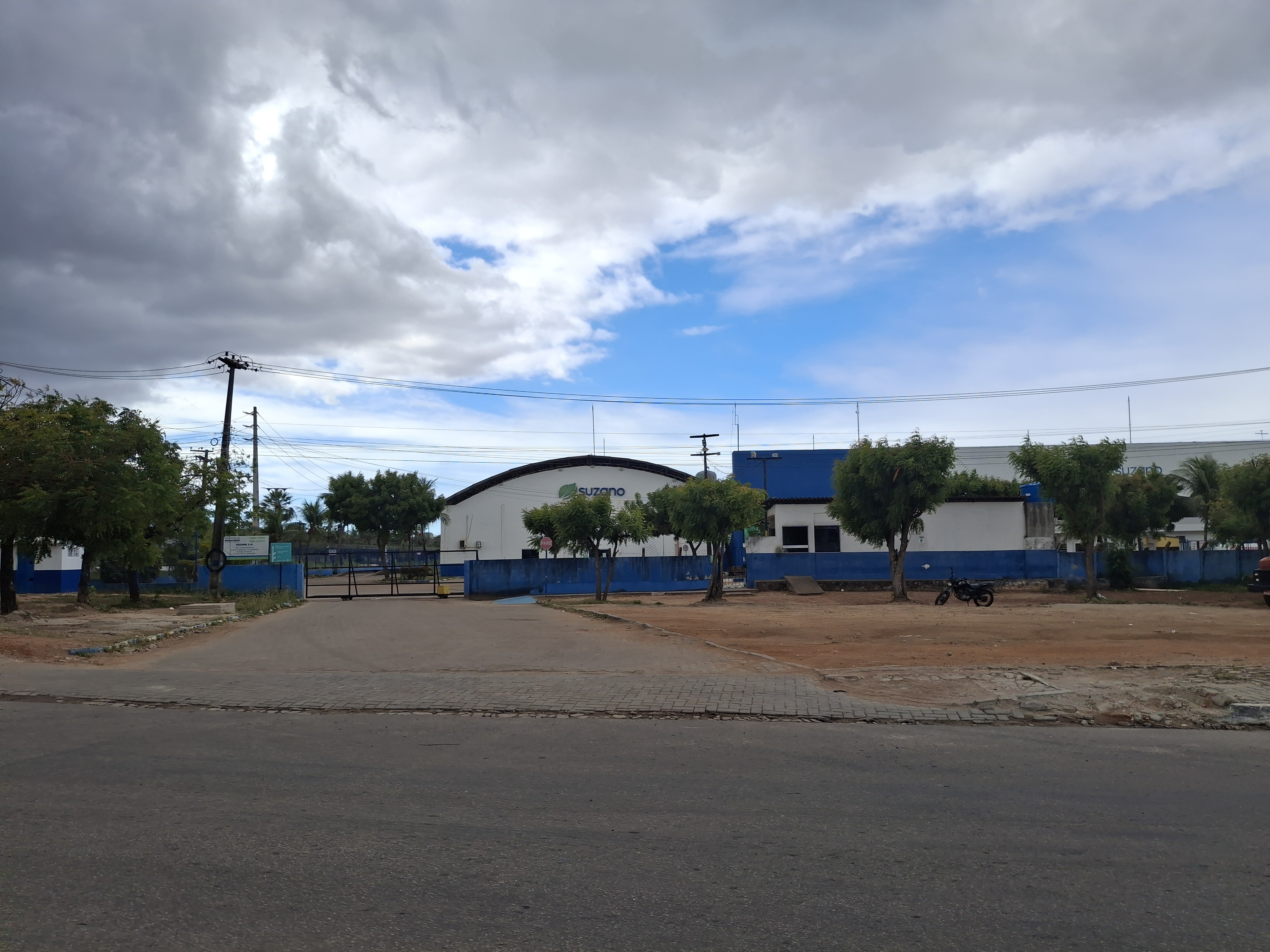
Unidade da Suzano em Maracanaú (Ceará).

### Ativos Florestais e Industriais
A Suzano opera um modelo de negócio verticalmente integrado. Seus ativos incluem:
- Base Florestal: 2,6 milhões de hectares, sendo 1,5 milhão de plantios de eucalipto e 1,1 milhão de áreas de conservação de matas nativas nos biomas da Mata Atlântica, Amazônia e Cerrado.[2]
- Unidades Industriais: Onze unidades industriais no Brasil, localizadas em São Paulo (Suzano, Limeira, Jacareí), Bahia (Mucuri), Maranhão (Imperatriz), Mato Grosso do Sul (Três Lagoas), Espírito Santo (Aracruz) e Ceará (Fortaleza).[2]
- Projeto Cerrado: Em 2021, a empresa anunciou seu maior projeto de investimento, a construção de uma nova fábrica em Ribas do Rio Pardo (MS), com investimento de R$ 22,2 bilhões e capacidade para 2,55 milhões de toneladas de celulose/ano, uma das maiores do mundo.[11]
- Logística: Opera terminais portuários próprios ou em parceria, como o Portocel (ES), garantindo um escoamento eficiente da produção para mais de 100 países.

### Unidades de Negócio
A companhia está organizada em três principais frentes de negócio:
1. Celulose: O carro-chefe, produzindo celulose de mercado (market pulp) vendida para fabricantes de papel e produtos de higiene em todo o mundo.
2. Papéis: Produção de papéis para imprimir e escrever (como a marca Report), papel-cartão para embalagens e papel tissue (marcas como Mimmo e Max Pure).
3. Novos Negócios: Focada em desenvolver produtos de base renovável a partir da biomassa de eucalipto, como a celulose fluff (Eucafluff®), a lignina, e outras aplicações para a bioeconomia.

## Inovação e Bioeconomia
A inovação está no DNA da Suzano desde sua origem. A empresa mantém centros de pesquisa e investe em tecnologia para aumentar a produtividade florestal e desenvolver novos produtos. Suas principais frentes de P&D incluem:
- FuturaGene: Subsidiária de biotecnologia focada no melhoramento genético do eucalipto, buscando árvores mais produtivas e resistentes.
- Eucafluff®: Primeira celulose fluff de fibra curta do mundo, usada em produtos absorventes como fraldas e absorventes femininos, competindo com a fibra longa tradicional.[12]
- Bioeconomia: Desenvolvimento de aplicações para a lignina (um subproduto da fabricação de celulose) e outros componentes da madeira, visando substituir matérias-primas de origem fóssil em setores como químicos e combustíveis.

## Sustentabilidade e Práticas ESG
A Suzano posiciona a sustentabilidade como parte central de sua estratégia de negócios, com metas de longo prazo conhecidas como "Compromissos para Renovar a Vida". Entre os 15 objetivos a serem atingidos até 2030, destacam-se:
- Ser um agente removedor de 40 milhões de toneladas de carbono da atmosfera.
- Conectar meio milhão de hectares de áreas de conservação.
- Retirar 200 mil pessoas da linha da pobreza nas áreas onde atua.
- Oferecer 10 milhões de toneladas de produtos de origem renovável para substituir plásticos e derivados do petróleo.

### Controvérsias e Impactos Socioambientais
Apesar de seus compromissos, a Suzano, assim como outras empresas do setor, é alvo de críticas de organizações ambientais e movimentos sociais. As principais controvérsias envolvem:
- Conflitos de Terra: Há um histórico de disputas territoriais com comunidades quilombolas, indígenas e pequenos agricultores, especialmente nos estados da Bahia, Espírito Santo e Maranhão. As comunidades reivindicam terras que, segundo elas, foram sobrepostas pelas plantações de eucalipto da empresa.[14]
- Impacto da Monocultura: O modelo de plantio de eucalipto em larga escala é criticado por seu impacto na biodiversidade local, no esgotamento de recursos hídricos e na compactação do solo, um fenômeno pejorativamente chamado de "deserto verde".[15] A empresa contrapõe essas críticas com seus programas de manejo florestal certificado e a manutenção de vastas áreas de conservação.